# University of Greenwich

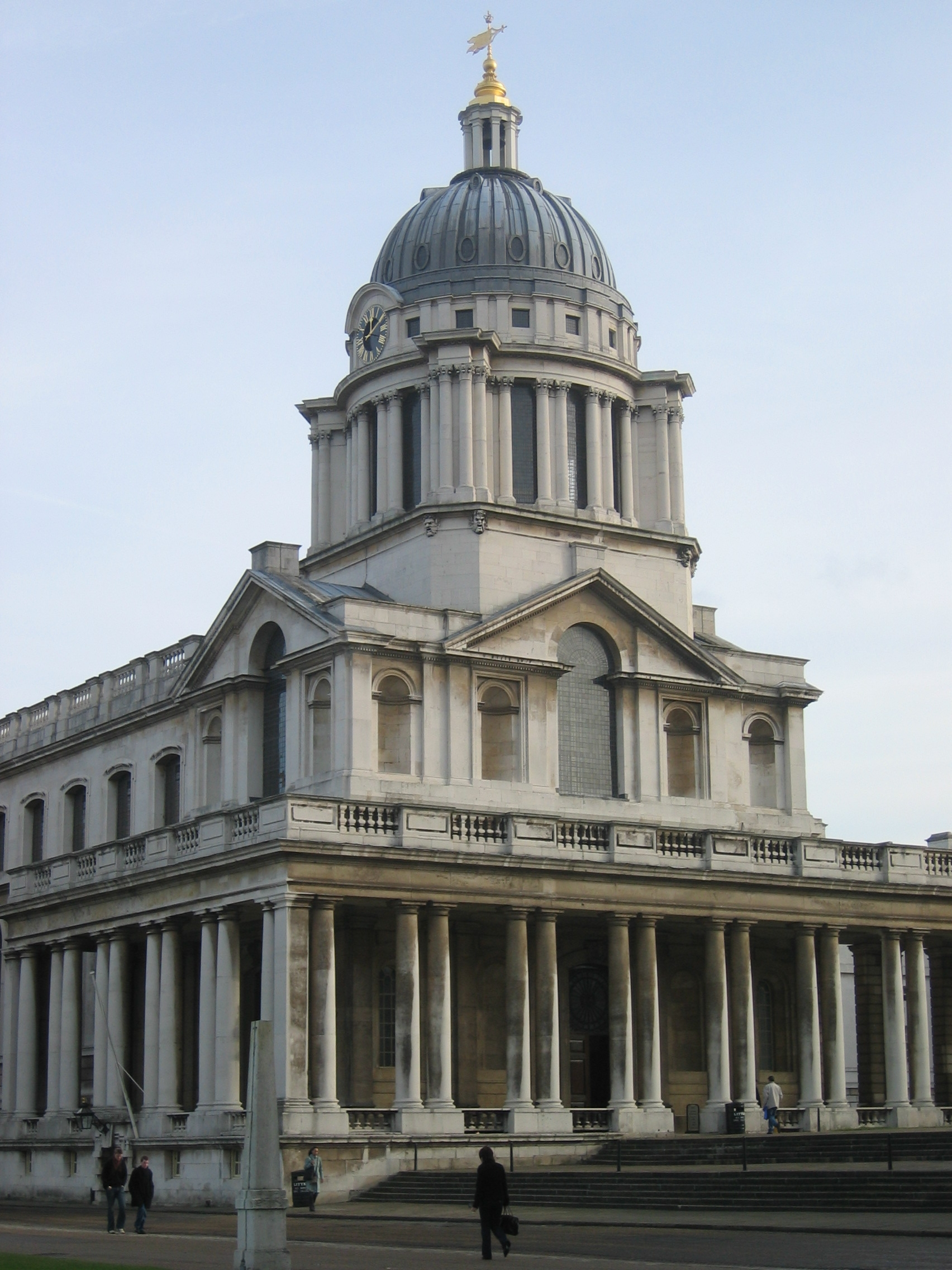
Queen Mary Building des Old Royal Naval College in Greenwich

Die Universität Greenwich (englisch University of Greenwich) ist eine britische Universität. Ihre Hauptgelände Maritime Greenwich Campus mit dem Hauptgebäude Old Royal Naval College sowie der Campus Avery Hill liegen im Südosten Londons. Daneben hat die Universität auch einen Campus in Chatham in Medway in der Grafschaft Kent.
Die Universität steht in keinem Zusammenhang mit dem Royal Greenwich Observatory, dem Bezugspunkt für die Festlegung des Nullmeridians.

## Geschichte
Die Universität reicht in ihren historischen Anfängen bis 1890 zurück, als die Bildungseinrichtung als Woolwich Polytechnic gegründet wurde. 1970 wurden unter dem Namen Thames Polytechnic eine Reihe von Höheren Bildungsanstalten zusammengefasst. Durch die Angliederung des Dartford College (1976), Avery Hill College (1985), Garnett College (1987), Teilen des Goldsmiths College und der City of London Polytechnic (1988) entstand eine Hochschule mit einem breiten Angebotsspektrum von der Lehrerbildung über die Architektur bis zu Finanzwissenschaften, Ingenieurwissenschaften und Geschichte. 1992 wurde die Thames Polytechnic in die heutige Bezeichnung umbenannt.
Die Universität hat stark expandiert und hält einen Campus im historischen Greenwich aufrecht sowie in Avery Hill und dem maritimen Chatham in Kent.  Unterstützung erhält die Universität von zahlreichen Großunternehmen der Pharmaziebranche, der Bill-und-Melinda-Gates-Stiftung, der ESA sowie der Indischen und Saudi-Arabischen Regierung.

## Studierende
2019/2020 hatte die Universität 19.825 Studierende (2005: 20.000, 2017/2018: 18.805, 2018/2019: 18.945), davon 11.185 Frauen. 14.720 Studierende kamen aus Großbritannien, davon 14.530 aus England, 5.105 Studierende waren von außerhalb, davon 1.450 aus der Europäischen Union. 14.580 standen vor dem ersten Abschluss, 5.245 waren Postgraduierte. Die Universität ist eine der mittelgroßen in Großbritannien und zählt zu den internationalsten des Landes mit vielen Lernenden mit einer Herkunft aus Indien (2018/2019: 1.371), Bangladesh (1.036), oder Pakistan (608), sowie Nigeria, China (835), Sri Lanka sowie der Europäischen Union.